# Зарниця (кімберлітова трубка)
Кімберлітова трубка «Зарниця» — перша знайдена вченими кімберлітова трубка в СРСР. Трубку знайдено в Якутії, в Далдино-Алакитському районі, на території вододілу двох маленьких струмків, які впадають у річку Далдин.
У кімберлітах цієї трубки знаходяться алмази, однак, на даний момент практичного інтересу до них немає.
В маленьких обсягах видобуток руди на «Зарниці» почався в 1998 році.

## Історія
«Зарниця» відкрита 21 серпня 1954 року геологом Ларисою Попугаєвою і її помічником Ф. Беліковим. Вони були членами експедиції, яку очолювала Н.М. Сарсадських.
Незабаром після повернення експедиції в Ленінград, через народження у Сарсадських дочки, експедиція не змогла вирушити до Якутії, тому на пошуки трубки було відправлено тільки Попугаєва і Бєліков. Трубку вони відкрили удвох, з допомогою методу пошуку корінних алмазних родовищ за піропами.
За відкриття трубки Попугаєва отримала орден Леніна.

## Геологія
Рельєф трубки точно повторює профіль вододілу, форма майже ізометрична. Основна ерозія відбувається через мороз.
У брекчії трубки знайдені вапняки, аргіліти і доломіти. У ксенолітах аргілітів і вапняків знайдені древні викопні — трилобіти, брахіоподи, корали та інші скам'янілості часів ордовику.
Через тріщини в кімберлітах у трубці є прояв газів, що має особливу силу на сході трубки.